# Mutualisme (biologie)
Pour les articles homonymes, voir mutualisme.

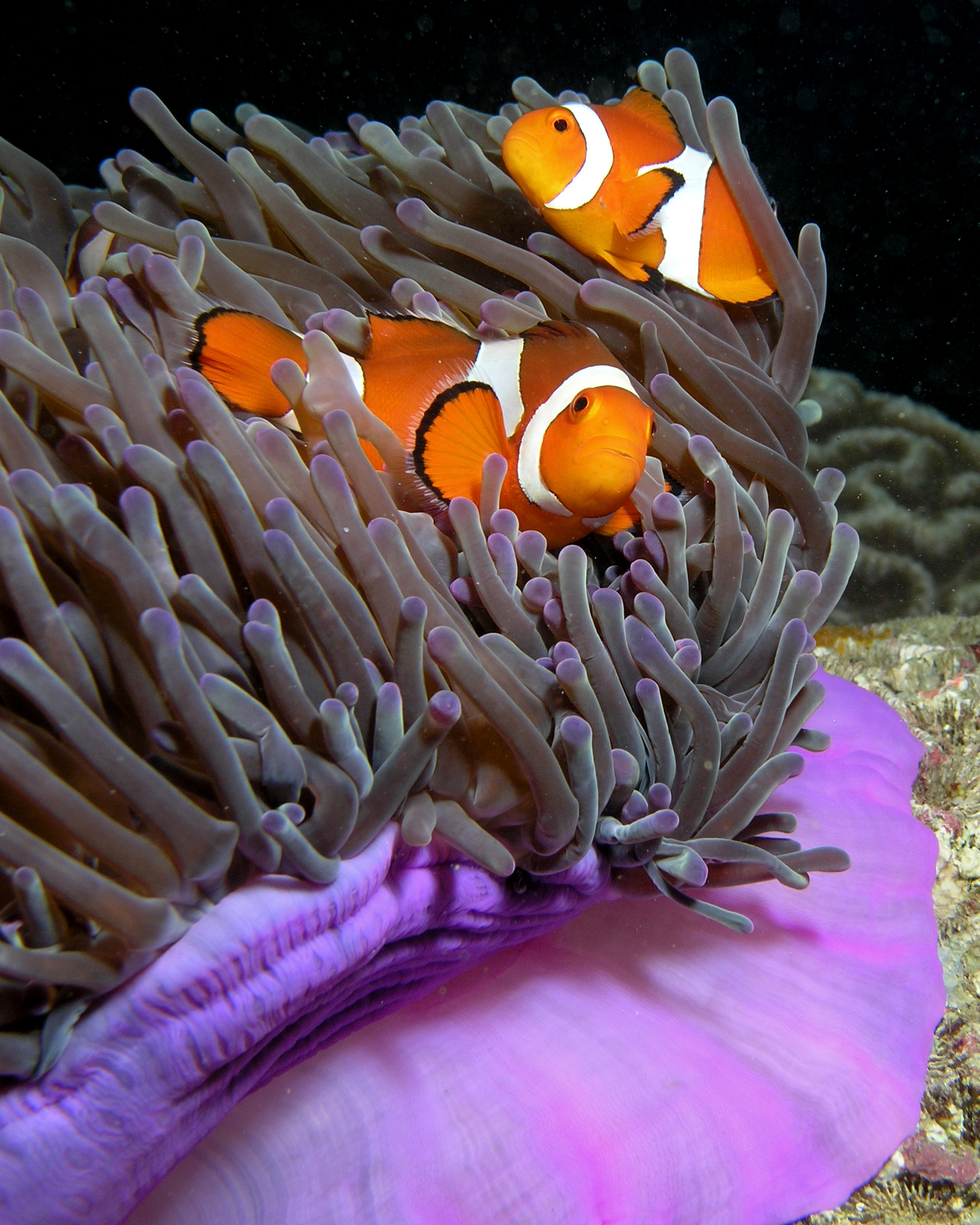
Poisson-clown à trois bandes (Amphiprion ocellaris) et l'anémone Heteractis magnifica.

Le mutualisme est une interaction entre plusieurs espèces vivantes qui en retirent toutes un avantage évolutif. Cela se traduit par des avantages en matière de protection, de dispersion, d'apports nutritifs ou de pollinisation.
Le mutualisme correspond à une interaction à bénéfices réciproques. Dans une interaction de type mutualiste, l’association entre les deux individus s’installe sans que la relation soit obligatoire, ce qui veut dire que la survie des individus ne dépend pas de cette interaction.
Le mutualisme peut être confondu avec deux autres interactions biologiques, à savoir la symbiose et le commensalisme. La symbiose est une forme particulière de mutualisme où la relation est soit obligatoire, soit permanente pour les organismes (dans la littérature anglo-saxonne, le terme de symbiose est utilisé pour désigner toute interaction durable entre deux organismes, sans différenciation de leur influence). Le commensalisme est une interaction biologique interspécifique à bénéfices non réciproques où la relation est bénéfique pour l’organisme commensal et neutre pour l’autre organisme.
De manière plus marquée que pour le commensalisme au sens strict, il y a coévolution chez les deux espèces associées, car la modification de l’une peut influencer la survie ou la reproduction de l’autre de façon plus accentuée.

## Histoire
Le paléontologue et zoologiste belge Pierre-Joseph van Beneden, en réalisant une synthèse sur les travaux d'Albert Bernhard Frank et d'Anton de Bary sur la symbiose des lichens ainsi que les travaux des zoologistes allemands, propose le terme de mutualisme en reprenant celui du champ social et économique (mutualisme social).

## Types des mutualismes
Il existe deux grands types de mutualismes.

### Mutualisme «sans division de travail»
Ce type de mutualisme consiste à mettre en place une stratégie qui est plus efficace lorsque plusieurs individus de différentes espèces se réunissent. Un exemple de cette stratégie est le mimétisme mullérien chez les papillons tropicaux Heliconius melpomene et Heliconius erato. Ces deux espèces sont toxiques et portent des couleurs semblables. Ce mimétisme est bénéfique pour les deux espèces puisque le prédateur apprend plus rapidement à ne pas consommer des proies de cette couleur et donc la fréquence des attaques envers ces deux espèces diminue.

### Échange de services
Chaque individu apporte un service et en tire une récompense. Ce type de mutualisme se met en place quand les bénéfices de l’interaction sont supérieurs aux coûts de la mise en place de cette interaction pour les deux espèces. Cette interaction peut être durable dans le temps (symbiose) ou passagère,. Des conflits d'intérêts peuvent naître lorsqu'un « tricheur » tente de maximiser ses bénéfices et minimiser les coûts, et ce au détriment de l'autre espèce.
Il peut s’agir d’un mutualisme de protection comme :
- la relation entre l’anémone de mer et le poisson-clown. Un mucus protecteur sur le corps du poisson permet de tolérer le venin produit par l’anémone. Le poisson trouve un abri au sein de l’anémone. En contrepartie, le poisson clown peut servir de leurre pour attirer des proies vers l’anémone. Il peut aussi défendre son anémone contre des attaques de certains poissons pouvant brouter l’anémone ;
- le lien entre certaines espèces d'acacia et des fourmis : l'arbre nourrit et loge les fourmis qui le défendent contre les prédateurs et les plantes concurrentes[8].

Il peut aussi s’agir d’un mutualisme de transport :
- la pollinisation des angiospermes par des insectes ou d’autres animaux ;
- la dispersion de graines par des oiseaux.

Il existe aussi un mutualisme qui apporte des bénéfices en matière de nutrition, par exemple :
- les mycorhizes sont le résultat de l'association entre des champignons et les racines des plantes. Dans cette association, les hyphes d’un champignon colonisent les racines d’une plante et l’aident à obtenir des sels minéraux présents dans le sol. En retour, le champignon bénéficie de la photosynthèse de la plante sous forme de matière organique riche en énergie (glucides) essentielle à sa survie ;
- la fixation de l’azote par les bactéries dans les nodosités des légumineuses ;
- la digestion de la cellulose par des micro-organismes dans l’intestin des ruminants et des termites. Les termites inférieurs produisent peu de cellulases pour digérer la cellulose alors qu'ils se nourrissent exclusivement de bois en général. L'assimilation du bois va donc être possible grâce à des microorganismes présents dans la panse: bactéries, archébactéries et protozoaires (exemple : Trychonympha agilis, protozoaire flagellé synthétisant des cellulases). les termites supérieurs quant à eux ont une nourriture plus variée et n'ont pas de protozoaire, par contre, ils sont souvent en association avec des champignons (Termitomyces) qui fabriquent de la cellulase ;
- on connaît quatre formes de coopération entre population humaine et animaux sauvages, toutes avec un bénéfice mutuel de nutrition : la collecte de miel sauvage avec l'implication d'oiseaux du genre Indicator et singulièrement de l'espèce Grand Indicateur, la pêche au mulet avec celle de dauphins, la chasse à la baleine avec celle d'orques, et la chasse d'ongulés avec celle de loups ou, de façon moins nette, de corbeaux[9],[10].

## Mise en place d’une relation mutualiste
Le mutualisme apparaît lorsque des individus de deux ou plusieurs espèces bénéficient de la présence et/ou de l'activité de l’autre. L’association permet de complémenter leurs fonctions et ainsi pouvoir exploiter de nouvelles ressources ou devenir plus compétitifs qu’ils ne le seraient indépendamment.
Pour qu'une relation mutualiste se forme, il faut que le bénéfice acquis par la relation soit supérieur au coût de production du bien ou service récupéré par l’autre individu.
L'hétérogénéité environnementale faciliterait l’évolution de relations mutualistes en augmentant la biodiversité et, par conséquent, les possibilités d’associations. Le mutualisme augmenterait la productivité des écosystèmes en optimisant l'utilisation des ressources.

## Rupture d’une relation mutualiste
Une interaction de mutualisme évolue au cours du temps et peut aussi se désintégrer par différents mécanismes :

### Retour vers l’autonomie[13]
Si la relation devient plus coûteuse que bénéfique un des participants de l’interaction peut couper les liens. Ceci peut se produire lorsque le partenaire est peu abondant ou difficile à trouver, si celui-ci a une faible performance, ou si le bénéfice devient plus facilement accessible dans l’environnement. Par exemple les plantes en symbiose avec des champignons mycorhiziens arbusculaires peuvent sortir de cette interaction lorsque le sol est suffisamment riche en nutriments.
Il est aussi possible qu’un des participants change de partenaire vers un plus performant ou plus adapté à la situation.

### Extinction d’un des tiers[13]
L’extinction des espèces est un phénomène qui peut se produire par diverses raisons. Lorsqu'il s’agit de mutualisme facultatif, le tiers non éteint peut établir des interactions avec un autre partenaire ou développer des associations secondaires déjà présentes. En effet, de nombreuses espèces ont des interactions redondantes pour assurer leurs fonctions. Dans le cas des plantes, elles ont souvent plusieurs espèces de pollinisateurs possibles, donc si une s'éteint, la fonction de pollinisation peut toujours être assurée par une autre espèce. Par exemple la plante hawaïenne 'ie'ie (Freycinetia arborea) était pollinisée auparavant par des oiseaux endémiques qui se sont éteints, et l’oiseau Zostérops du Japon (Zosterops japonicus) prit le relais pour assurer la fonction de pollinisation.

### Évolution vers une interaction d’exploitation[13],[15]
Lorsqu’il y a une interaction avec des coûts pour en récupérer des bénéfices, il y a la possibilité de « triche ». Cette relation peut devenir du parasitisme avec l’un des tiers qui bénéficie de l’interaction sans fournir des bénéfices à son partenaire. Cependant, ces phénomènes n’ont lieu que rarement. Il y a certains cas de mutualisme où le coût est déjà très faible donc il n’y a pas d'intérêt de tricher. Dans d’autres cas, un des tiers peut choisir son partenaire ou sanctionner un individu qui ne pratique pas la réciprocité.

## Modélisation mathématique des interactions mutualistes

### Basé sur le modèle de Lotka-Volterra
L'expression la plus simple des interactions mutualistes peut être écrite à partir du modèle de Lotka-Volterra.Volterra démontre que généralement les associations biologiques se ramènent à des équations différentielles. Ainsi l’accroissement dN de l’espèce 1 est fonction de l’accroissement de cette espèce et de son interaction avec l’espèce 2.
{\displaystyle {dN_{1} \over dt}=r_{1}N_{1}+a_{1}N_{1}N_{2}}
{\displaystyle {dN_{2} \over dt}=r_{2}N_{2}+a_{2}N_{2}N_{1}}
Avec :
- N1 et N2 l'effectif N de la population de l'espèce 1 et 2 ;
- r1 et r2 sont les taux de croissance intrinsèques des populations ;
- α1 et α2 représentent les variations dues aux interactions entre ces deux populations ,d’espèces distinctes.

Les signes de ces coefficients permettent de dire si la population s’accroît ou si elle décroît, s’il y a antagonisme ou mutualisme.
Dans le cas du mutualisme :
- obligatoire r1 et r2 sont négatifs, avec α1 et α2 positifs ;
- facultatif lorsque r1 et r2 sont positifs, avec α1 et α2 positifs.

Cependant, si tous les paramètres sont positifs, la croissance est illimitée. Ce qui est peu probable dans le cas des populations naturelles qui dépendent des ressources alimentaires disponibles qui ne sont pas infinies. De plus cette équation suppose que la croissance des effectifs des deux populations est la conséquence d’un équilibre coût/bénéfice optimal au niveau des individus, et elle ne prend pas non plus en compte le coût non négligeable du mutualisme (difficile à déterminer).

### Basé sur le modèle de croissance logistique
Pour prendre en compte ces facteurs, on peut utiliser le modèle mutualiste proposé par May (1981).
Les deux équations proposées décrivent l’interaction entre deux espèces et s'appuie sur un modèle croissance logistique auquel a été ajouté un terme supplémentaire représentant le bénéfice mutualiste. Étant donné que l'interaction mutualiste est bénéfique pour les deux espèces, ce terme additif contribue toujours au taux de croissance total en tant que terme positif. Les équations de May peuvent s'écrire :
{\displaystyle {dN_{1} \over dt}=r_{1}N_{1}(1-{N_{1} \over K_{1}})+r_{1}N_{1}\beta _{12}{N_{2} \over K_{1}}}
{\displaystyle {dN_{2} \over dt}=r_{2}N_{2}(1-{N_{2} \over K_{2}})+r_{2}N_{2}\beta _{21}{N_{1} \over K_{2}}}
Avec :
- N1 et N2, l'effectif N de la population de l'espèce 1 et 2 ;
- r1 et r2 le taux de croissance intrinsèque de la population ;
- K1 et K2 la capacité de charge ;
- β12 est le coefficient qui représente le bénéfice pour N1 de chaque interaction avec N2 ;
- β21 est le coefficient qui représente le bénéfice pour N2 de chaque interaction avec N1.

L'analyse de la stabilité du modèle.
À condition que tous les paramètres soient positifs, quatre états stationnaires peuvent être trouvés :
- Extinction totale : N1 = 0 , N2 = 0
- Deux extinctions partielles : N1 = K1, N2 = 0 et N1 = 0, N2 = K2
- une solution stationnaire de persistance, stable lorsque les coefficients mutualistes β12 et β21 tel que β12β21 <1[16]. Dans ce cas, la population atteindra une nouvelle capacité de charge en un temps limité. Sinon, le système est instable et il se développera de manière illimitée.

L'inconvénient majeur du modèle de May est que le terme mutualiste est toujours positif, il peut conduire à une croissance illimitée irréaliste comme dans le modèle simple.

### Basé sur le modèle de réponse fonctionnelle de Type II
Wright (1989) a proposé des stratégies pour éviter la croissance illimitée. Sa théorie mathématique est basée sur la prémisse d'un modèle simple à deux espèces qui prend en compte une saturation en raison de restrictions sur le temps de manipulation, TH, qui correspond au temps nécessaire pour traiter les ressources (alimentaires) produites par l'interaction mutualiste. Dans cette équation l'interaction mutualiste est ainsi incluse comme réponse fonctionnelle de type II. Ce modèle peut s'écrire:{\displaystyle {dN_{1} \over dt}=r_{1}N_{1}-\alpha _{1}N_{1}^{2}+{abN_{1}N_{2} \over 1+aN_{2}T_{H}}}
{\displaystyle {dN_{2} \over dt}=r_{2}N_{2}-\alpha _{2}N_{2}^{2}+{abN_{1}N_{2} \over 1+aN_{1}T_{H}}}
Avec :
- a est le taux de recherche effectif ;
- b est un coefficient qui tient compte du taux de rencontres entre individus d'espèces 1 et 2 ;
- TH qui correspond au temps nécessaire pour traiter les ressources.

Il y a deux cas possibles de mutualisme en fonction du signe du taux de croissance intrinsèque (r).
- Le mutualisme facultatif : Si r est positif, le système ne s'éteint jamais car tous les termes de l'équation sont positifs.
- Le mutualisme obligatoire : Si r est négatif l'interaction mutualiste (toujours positive) est indispensable à la subsistance.

L'analyse de la stabilité du modèle
Ce modèle a une dynamique différente selon les valeurs des paramètres.
- Le mutualisme facultatif : Il n'y a qu'une solution stable qui est égale à la capacité de charge.
- Le mutualisme obligatoire : - Extinction : lorsque les deux taux de croissance intrinsèques sont négatifs (double mutualisme obligatoire), solution stable. - Persistance : pour des grandes valeurs de population et un point de selle séparant les deux bassins d'attractions.

Le modèle de type II, montrent l'importance de la structure du réseau d'interaction pour minimiser la compétition entre les espèces et augmenter la biodiversité.